# Kim Gwang-seon
Kim Gwang-seon (* 8. April 1946 in Seoul) ist ein ehemaliger südkoreanischer Radrennfahrer.

## Sportliche Laufbahn
Kim Gwang-seon war im Bahnradsport aktiv. Er war Teilnehmer der Olympischen Sommerspiele 1968 in Mexiko-Stadt. Bei den olympischen Wettbewerben im Bahnradsport schied er im Sprint in seinem Vorlauf gegen Robert Van Lancker aus. Im 1000-Meter-Zeitfahren kam er beim Sieg von Pierre Trentin auf den 26. Rang.
Bei den Asienspielen gewann er mehrfach Medaillen. 1966 in Bangkok holte er Bronzemedaillen in der Mannschaftsverfolgung und im 1600-Meter-Rennen. 1970 gewann er die Silbermedaille im Zeitfahren und im 800-Meter-Rennen sowie Bronze in den Rennen über 1600 Meter.